# Vitiki
Vitiki (né le 14 mars 2008) est un cheval hongre de race hanovrienne et de robe alezane, monté en saut d'obstacles par le cavalier brésilien Yuri Mansur. Gravement accidenté en 2018, il retrouve le plus haut niveau en 2022.

## Histoire

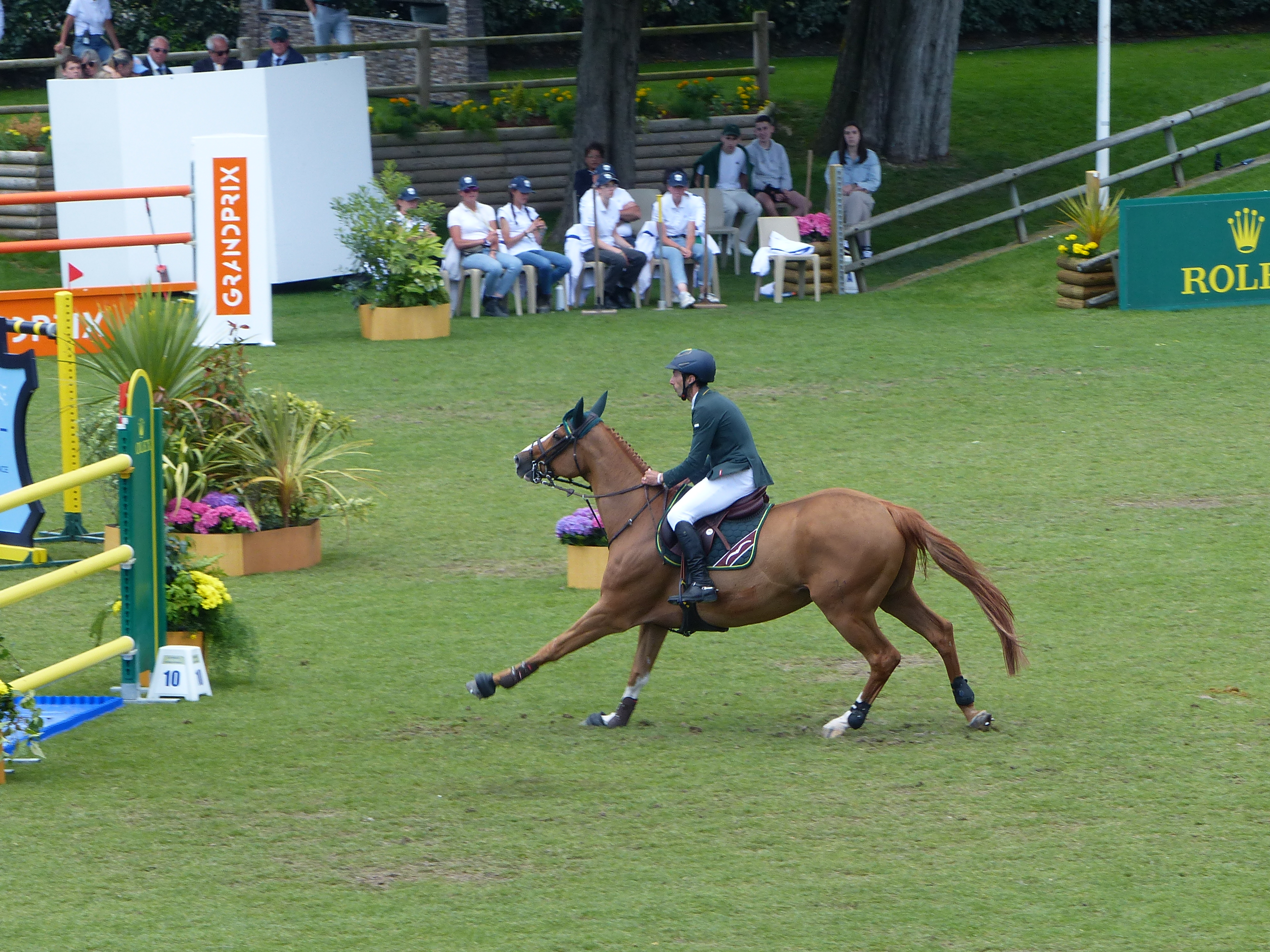
Vitiki monté par Yuri Mansur au Grand Prix du CSIO de La Baule de 2024.

Vitiki naît le 14 mars 2008 à l'élevage ZG Stapel, Karl-W.U. Wahlers, Jürgen.
Mi 2017, le cavalier brésilien Yuri Mansur entend parler de ce cheval par son ami José Cristiano Pereira Wilken Bicudo, alors que Vitiki saute environ 1,30 m. Il l'essaye et l'achète au mois de septembre, alors qu'il a neuf ans et ne saute pas plus de 1,35 m.
Monté par Mansur, il subit un grave accident à la réception d'un obstacle sur la piste d'Aix-la-Chapelle en juillet 2018, une fracture du paturon, qui d'ordinaire conduit à l'euthanasie,. Le hongre est opéré, et suit une longue convalescence, avec un pronostic très réservé quant à un retour à la compétition,. Mansur hésite à retourner au Brésil pendant cette convalescence de son cheval.
Il est opéré une nouvelle fois à la fin de l'année 2021. Il retrouve le très haut niveau de compétition courant 2022, son histoire lui attirant une grand admiration de fans.

## Description

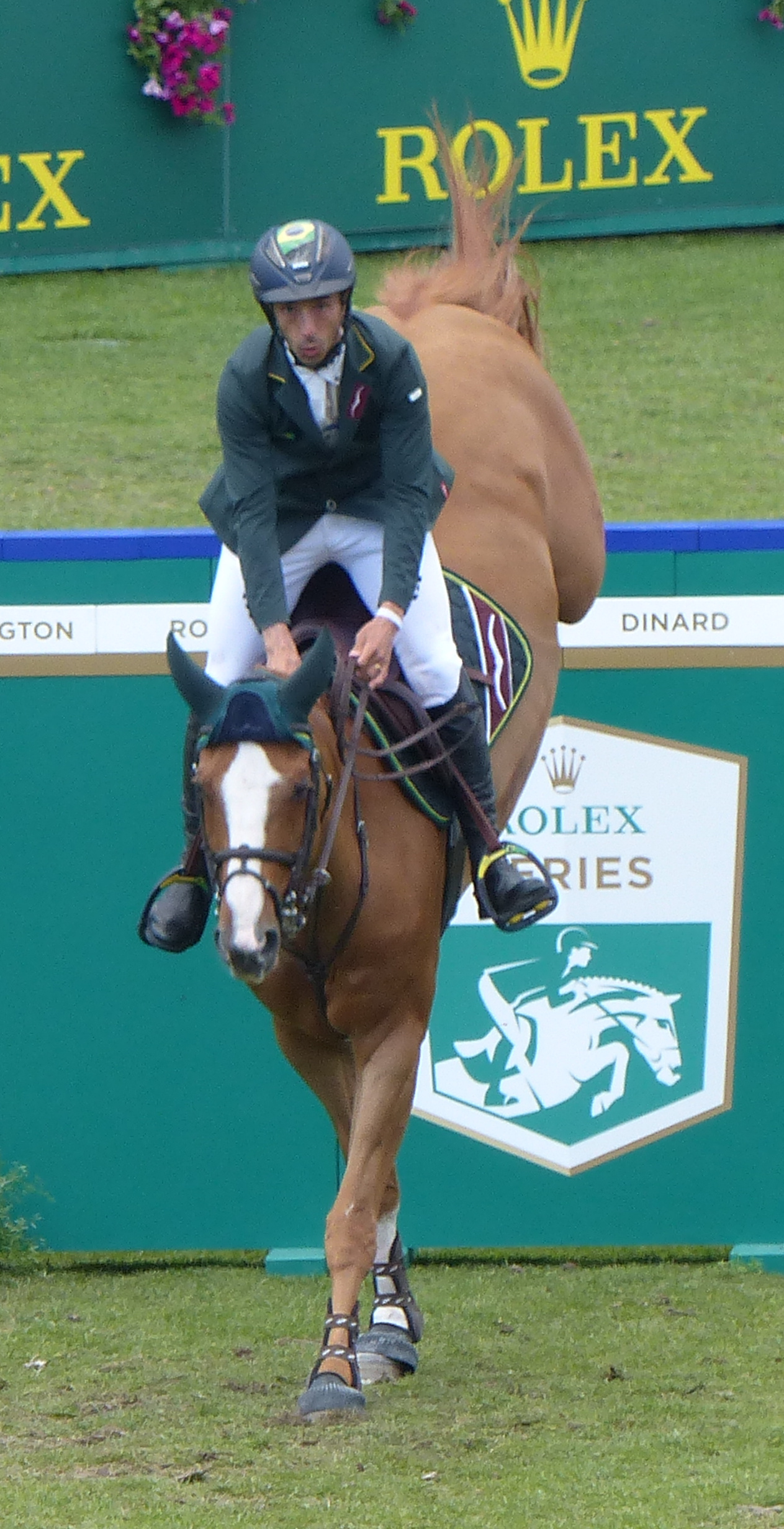
Vitiki monté par Yuri Mansur au CSIO de La Baule de 2024.

Vitiki est un hongre de robe alezane, inscrit au stud-book du Hanovrien.
En dépit des conséquences  de sa fracture de 2018, il ne se décale pas à la réception des obstacles et ne change pas non plus de pied. Yuri Mansur le qualifie de « leçon de vie ».

## Palmarès
- mai 2022 : second du Grand Prix de La Baule[9].

## Origines
Ses origines sont allemandes et néerlandaises, puisque c'est un fils de l'étalon KWPN Valentino, sa mère Finja étant une jument hanovrienne, fille de For Expo. Il ne présente pas d'origines prestigieuses ou exceptionnelles, ce qui le fait qualifier de « sorti de nulle part ».
Il présente 44,65 % d'origines Pur-sang selon le calcul du site web Hippomundo.